# The Man Who Took a Chance
The Man Who Took a Chance è un film muto del 1917 diretto da William Worthington. Sceneggiato da Bennett Cohen e prodotto dalla Bluebird Photoplays, aveva come interpreti Franklyn Farnum, Agnes Vernon, Lloyd Whitlock.

## Trama
Tornato a casa dopo essere stato dieci anni in Cina, Monty Gray rivede il suo vecchio amico di università Wilbur Mason che, chiacchierando, gli mostra la foto di sua cugina Constance Lenning. Per Monty è il colpo di fulmine: decide sui due piedi che quella sarà sua moglie, anche se Wilbur lo avvisa che la famiglia di lei vuole che la ragazza sposi un aristocratico. Sotto le mentite spoglie di un lord inglese, Monty – provvisto di valletto che gli fa da mentore per le indispensabili questioni di etichetta – si presenta a casa Lenning, dove si sta svolgendo un grande ricevimento. Quando vede che Constance rifiuta la proposta di matrimonio del duca di Canister, uno degli invitati, Monty diventa audace e si dichiara anche lui. Pur se Constance non lo respinge, la ragazza si riserva di pensarci sopra. Per sé, lei vuole un vero uomo, non un banale damerino e, per verificare la virilità del suo pretendente, gli prepara una trappola: gli fa credere di essere vittima di un rapimento (organizzato da lei insieme ai cowboy della tenuta), per testare il suo comportamento. Monty ci casca e corre in suo soccorso, ingaggiando una furibonda sparatoria con i supposti rapitori. Libera Constance ma, di ritorno al ranch, trova tutti i suoi avversari – contusi ma di buon umore – vivi e vegeti, scoprendo così di essere stato sottoposto a una prova che, comunque, ha brillantemente superato.

## Produzione
Il film fu prodotto dalla Bluebird Photoplays (Universal Film Manufacturing Company) e venne girato in California, a Universal City, negli Universal Studios, al 100 di Universal City Plaza.

## Distribuzione
Il copyright del film, richiesto dalla Bluebird, fu registrato il 26 gennaio 1917 con il numero LP10080.
Distribuito dalla Bluebird Photoplays (Universal Film Manufacturing Company), il film uscì nelle sale statunitensi il 19 febbraio 1917.
Non si conoscono copie ancora esistenti della pellicola che viene considerata presumibilmente perduta.